# 橋谷ゆかり
橋谷 ゆかり（はしたに ゆかり、1972年12月5日 - ）は、女優、舞台女優。北海道出身。血液型O型。GTS所属。

## 人物
- 身長160cm・体重47kg、バスト82cm・ウェスト60cm・ヒップ85cm
- 特技：日本舞踊、バレーボール
- 趣味：映画鑑賞、読書

どちらかといえば舞台での仕事が多い。テレビドラマにはそれほど出演していないが、最近になって『母親失格』や『演歌の女王』で名前が知られるようになった（役は、どちらも看護師の役）。舞台は、全てシアター 風姿花伝 アクターズという舞台で出演している。

## 主な出演作

### テレビドラマ
- 母の告白（東海テレビ系 2002年1月）
- 母親失格（東海テレビ系 2007年1月 - 3月） 看護師役
- 演歌の女王（日本テレビ系 2007年1月 - 3月） 志田病院の看護婦役

### 舞台
- 2004年7月30日 - 8月1日 シアター 風姿花伝 アクターズ・map第3回公演「21gの手紙」 さち子役
- 2005年3月11日 - 3月13日 シアター 風姿花伝 アクターズ・map第4回公演「塀の中のラヴソング」 所長役
- 2005年11月2日 - 11月6日 シアター 風姿花伝 アクターズ・map第5回公演「ちゃぶ台の詩 - 倖田幸造　何処に行く - 」 藪中久子役
- 2006年6月15日 - 6月18日 シアター 風姿花伝 アクターズ・map第6回公演「アキバの中心で愛を叫ぶ」 板橋あやめ役
- 2007年2月9日 - 2月12日 シアター 風姿花伝 アクターズ・map第7回公演「チョット×3＝ドッペルゲンガー」 三井千代役